# Celastrina septentrionalis
Celastrina septentrionalis är en fjärilsart som beskrevs av Forster 1947. Celastrina septentrionalis ingår i släktet Celastrina och familjen juvelvingar. Inga underarter finns listade i Catalogue of Life.